# Diplonevra novaguineae
Diplonevra novaguineae är en tvåvingeart som beskrevs av Rudolf Beyer 1966. Diplonevra novaguineae ingår i släktet Diplonevra och familjen puckelflugor. Inga underarter finns listade i Catalogue of Life.